# Wapen van Helvoirt

Wapen van Helvoirt

Het wapen van Helvoirt werd op 16 juli 1817 bij besluit van de Hoge Raad van Adel aan de toenmalige Noord-Brabantse gemeente Helvoirt bevestigd. Op 1 januari 1996 ging Helvoirt op in de gemeente Haaren, waarmee het wapen kwam te vervallen. In het nieuwe wapen van Haaren werden geen elementen uit het wapen van Helvoirt opgenomen.

## Blazoenering
De blazoenering bij het wapen luidt als volgt:
Van lazuur, beladen met een kruisstreep en gekantonneerd met vier klimmende leeuwen, alles van goud. Het schild rustende tegen St. Nicolaas van goud.
In het wapenregister is geen beschrijving opgenomen; deze is later toegevoegd. De heraldische kleuren zijn goud op blauw. Dit zijn de rijkskleuren. 

## Geschiedenis
Het wapen van Helvoirt is afgeleid van het schependomzegel, waarop de parochieheilige St. Nicolaas is afgebeeld, met voor zich een schild met het wapen van Limburg-Brabant. Omdat bij de aanvraag geen kleuren werden gespecificeerd, is het wapen verleend in de rijkskleuren: goud op blauw.

## Verwant wapen

Wapen van de hertogen van Brabant-Limburg